# Линн (тауншип, Миннесота)
Линн (англ. Lynn) — тауншип в округе Мак-Лод, Миннесота, США. На 2000 год его население составило 604 человека.

## География
По данным Бюро переписи населения США площадь тауншипа составляет 85,8 км², из которых 82,3 км² занимает суша, а 3,5 км² — вода (4,10 %).

## Демография
По данным переписи населения 2000 года здесь находились 604 человека, 216 домохозяйств и 174 семьи. Плотность населения — 7,3 чел./км². На территории тауншипа расположено 226 построек со средней плотностью 2,7 построек на один квадратный километр. Расовый состав населения: 99,01 % белых, 0,17 % азиатов, 0,33 % — других рас США и 0,50 % приходится на две или более других рас. Испанцы или латиноамериканцы любой расы составляли 0,50 % от популяции тауншипа.
Из 216 домохозяйств в 35,2 % воспитывались дети до 18 лет, в 70,8 % проживали супружеские пары, в 3,2 % проживали незамужние женщины и в 19,4 % домохозяйств проживали несемейные люди. 18,5 % домохозяйств состояли из одного человека, притом 10,2 % из — одиноких пожилых людей старше 65 лет. Средний размер домохозяйства — 2,80, а семьи — 3,19 человека.
30,0 % населения — младше 18 лет, 5,1 % — в возрасте от 18 до 24 лет, 25,8 % — от 25 до 44, 25,8 % — от 45 до 64, и 13,2 % — старше 65 лет. Средний возраст — 39 лет. На каждые 100 женщин приходилось 111,9 мужчин. На каждые 100 женщин старше 18 приходилось 108,4 мужчин.
Средний годовой доход домохозяйства составлял 51 250 долларов, а средний годовой доход семьи — 55 972 доллара. Средний доход мужчин — 30 521 доллар, в то время как у женщин — 26 146. Доход на душу населения составил 19 699 долларов. За чертой бедности находились 4,0 % семей и 5,9 % всего населения тауншипа, из которых 8,4 % младше 18 и 14,5 % старше 65 лет.